# Maria Fołtyn
Maria Fołtyn (* 28. Januar 1924 oder 1925 in Radom; † 2. Dezember 2012 in Warschau) war eine polnische Opernsängerin (Sopran), Opernregisseurin und Operndirektorin.

## Leben
Fołtyn sang bereits als junges Mädchen im Kirchenchor. Während des Zweiten Weltkrieges trat sie bei Konzerten in den Katakomben Warschaus auf. Mithilfe einer Spendenaktion von Freunden konnte sie Gesang studieren. Sie studierte dann bei dem bekannten polnischen Bassisten Adam Didur, der Sopranistin Ada Sari und bei Iwo Gall.
Sie debütierte 1949 am Opernstudio Danzig (Gdańsk) mit der Titelrolle der Oper Halka von Stanisław Moniuszko. Die Rolle des unglücklich verliebten Goralenmädchens Halka wurde Fołtyns berühmteste Rolle. Sie sang diese Rolle im Verlauf ihrer Karriere in über 200 Aufführungen. Sie wurde anschließend als festes Ensemblemitglied an die Nationaloper Warschau (Opera Narodowa) engagiert. Sie blieb dort bis 1962 im Ensemble und sang zunächst kleinere Rollen, hatte dann jedoch 1953 ihren Durchbruch, wiederum mit der Rolle der Halka. Von 1962 bis 1965 war sie am Opernhaus Leipzig engagiert; dort sang sie schwerpunktmäßig die jugendlich-dramatischen Rollen in den Opern von Richard Wagner. Sie gastierte danach auch in Westdeutschland. Am Theater Lübeck sang sie als Amelia in Un ballo in maschera, als Giulietta in Hoffmanns Erzählungen und in der Titelrolle der Oper Tosca, die als eine ihrer Glanzrollen gilt. Seit 1967 sang sie am Opernhaus Łódź; dort trat sie unter anderem als Jaroslawna in Fürst Igor auf.
Fołtyn interpretierte auf der Bühne schwerpunktmäßig das Fach des lyrisch-dramatischen und des jugendlich-dramatischen Soprans. Zu ihren wichtigen Bühnenrollen gehörten unter anderem Amelia in Un ballo in maschera, die Titelrolle in Aida, Maddalena in Andrea Chénier, Mimì in La Bohème, Senta in Der Fliegende Holländer, Elsa in Lohengrin, Elisabeth in Tannhäuser (alle Wagner-Rollen am Opernhaus Leipzig), Tatjana in Eugen Onegin und Lisa in Pique Dame.
Sie gastierte an der Staatsoper Berlin, an der Bayerischen Staatsoper, an der Hamburgischen Staatsoper, an der Staatsoper Stuttgart, am Opernhaus Köln, an der Oper Frankfurt und am Opernhaus Zürich. Sie sang an der Ungarischen Nationaloper in Budapest, in Moskau, Kiew, Leningrad, Prag und Helsinki. In Nordamerika trat sie in Chicago, Montreal und mit der Titelrolle der Oper Halka in der New Yorker Carnegie Hall auf. 1971 trat sie in Havanna in der Titelrolle der Oper Halka auf; gleichzeitig führte sie bei dieser Produktion auch Regie. Einige Quellen geben dies auch als ihr Regie-Debüt an.
Im Alter von 45 Jahren nahm Fołtyn ein Studium der Theaterwissenschaften auf. 1972 (nach anderen Angaben: 1973) schloss sie ihr Studium an der Theaterakademie in Warschau ab. Seit 1970 war sie als Regisseurin in Warschau tätig; gleichzeitig hatte sie eine Professur an der Musikhochschule Warschau inne. Sie inszenierte Opern, unter anderem an der Waldoper Zoppot. Eine dauerhafte Wiederbelebung der Festspiele gelang ihr allerdings nicht.
Zu ihren Opern-Inszenierungen gehören unter anderem Faust (Opernhaus Danzig), La sonnambula und Pique Dame (Opernhaus Bytom) und Lucia di Lammermoor (Opernhaus Krakau). Sie inszenierte häufig das polnische Opernrepertoire, außerdem Werke zeitgenössischer polnischer Komponisten wie Romuald Twardowski sowie Musicals (Anatevka am Opernhaus Łódź) und Zarzuelas (Cecilia Valdes von Gonzalo Roig in Danzig und Posen).
Von 1977 (nach anderen Quellen: 1978) bis 1998 war sie Leiterin und Direktorin der Moniuszko-Festspiele in dem polnischen Kurort Kudowa-Zdrój. 1992 initiierte und leitete sie den Ersten Internationalen Stanisław Moniuszko-Gesangswettbewerb. Der Wettbewerb fand später auch in den Jahren 1995, 1998, 2001 und 2012 statt.
Fołtyn wurde mit zahlreichen Preisen ausgezeichnet, unter anderem mit dem Goldenen Verdienstkreuz der Republik Polen und dem Orden Polonia Restituta. Sie erhielt außerdem den Ehrendoktortitel der Theaterakademie Warschau.

## Tondokumente
Schallplattenaufnahmen mit Maria Fołtyn wurden bei dem polnischen Schallplatten-Label Muza veröffentlicht. Außerdem existieren Rundfunkaufnahmen und Live-Mitschnitte.